# Ie Itam Baroh
Ie Itam Baroh is een bestuurslaag in het regentschap Aceh Barat van de provincie Atjeh, Indonesië. Ie Itam Baroh telt 352 inwoners (volkstelling 2010).